# The Deputy's Love
The Deputy's Love (o The Deputy's Duty) è un cortometraggio muto del 1910 interpretato e diretto da Gilbert M. 'Broncho Billy' Anderson.

## Produzione
Il film fu prodotto dalla Essanay Film Manufacturing Company. Venne girato negli Essanay Studios, al 1333-45 W. di Argyle Street a Chicago, dove la casa di produzione aveva la sua sede. Per le riprese in esterno furono utilizzati i set di Morrison, in Colorado, dove Anderson in quegli anni girò numerosi western.

## Distribuzione
Distribuito dalla General Film Company, il film - un cortometraggio in una bobina - uscì nelle sale cinematografiche USA il 27 agosto 1910.